# Cornellà del Terri
Cornellà del Terri – gmina w Hiszpanii, w prowincji Girona, w Katalonii, o powierzchni 27,84 km². W 2011 roku gmina liczyła 2257 mieszkańców.